# Myriophacidium corticola
Myriophacidium corticola är en svampart som beskrevs av Sherwood 1980. Myriophacidium corticola ingår i släktet Myriophacidium och familjen Rhytismataceae.   Inga underarter finns listade i Catalogue of Life.